# Пол Мба Абесол
Пол Мба Абесол (на френски: Paul Mba Abessole) е габонски политик и свещеник.
Завършва висша семинария във Франция и е ръкоположен за католически свещеник на 30 юни 1968 г. Защитава 3 пъти докторска степен – по богословие, по религиозни науки и по лингвистика. Работи като католически свещеник от 1968 до 1978 г. Заминава за Франция в изгнание, живее десетилетие в Париж.
Лидер е на политическата партия Национален сбор на дървосекачите – Сбор за Габон. Кмет е на столицата Либревил (1996 – 2003).
Дълго време е в опозиция на президента Омар Бонго през 1990-те години, бил е кандидат-президент (1993, 1998). Става член на Националното събрание (2001, 2011) и негов заместник-председател (2012), член на Сената (2007) на Габон.
В периода 2002 – 2009 г. заема високи постове в правителството:
- държавен министър по правата на човека (2002);
- вицепремиер по земеделието, животновъдството, селското развитие и правата на човека (2003);
- вицепремиер, министър на транспорта, гражданската авиация и правата на човека (2004);
- вицепремиер в президентството, министър на правата на човека, възраждането и координацията (2007);
- вицепремиер, министър на културата, изкуството, образованието, възраждането и правата на човека (2007).